# Kénédougou (província)
O Kénédougou, aportuguesado como Quenedugu (em francês: Kénédougou) é uma província de Burkina Faso localizada na região de Altas Bacias. Sua capital é a cidade de Orodara.

## Departamentos

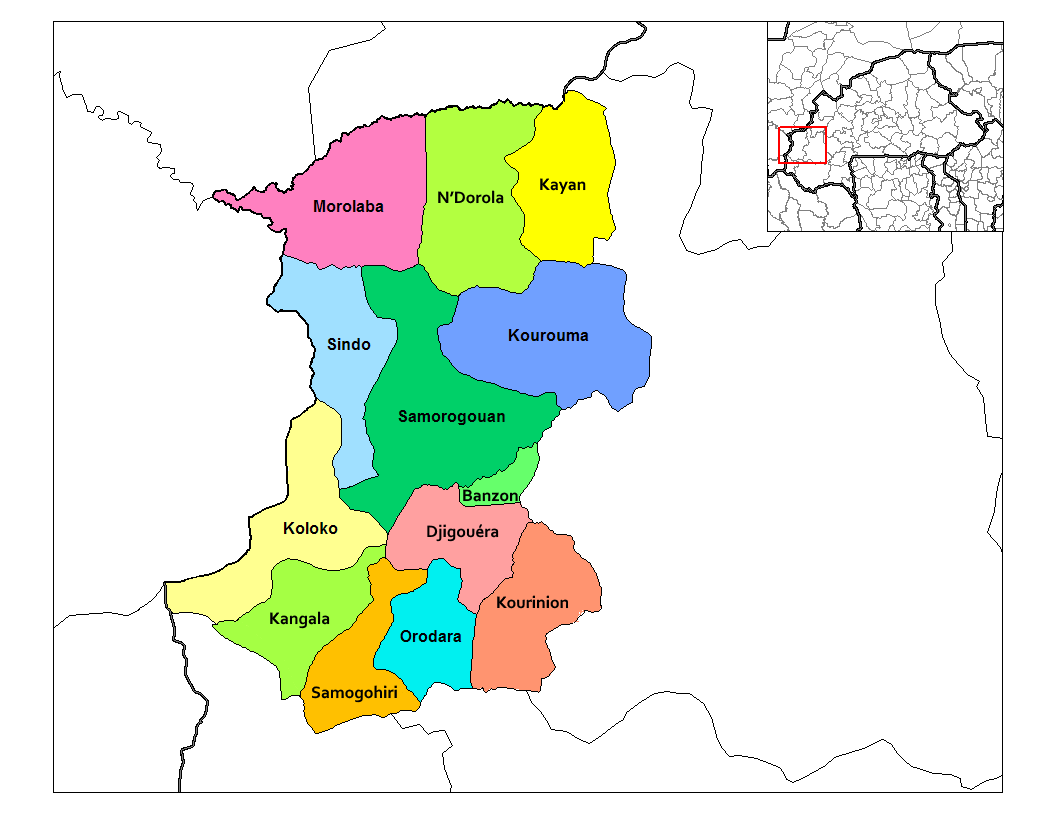
Localização dos diversos departamentos da província do Kénédougou, Burkina Faso

A província do Kénédougou está dividida em treze departamentos:
- Banzon
- Djigouéra
- Kangala
- Kayan
- Koloko
- Kourinion
- Kourouma
- Morolaba
- N′Dorola
- Orodara
- Samogohiri
- Samorogouan
- Sindo